# Стамбульський університет

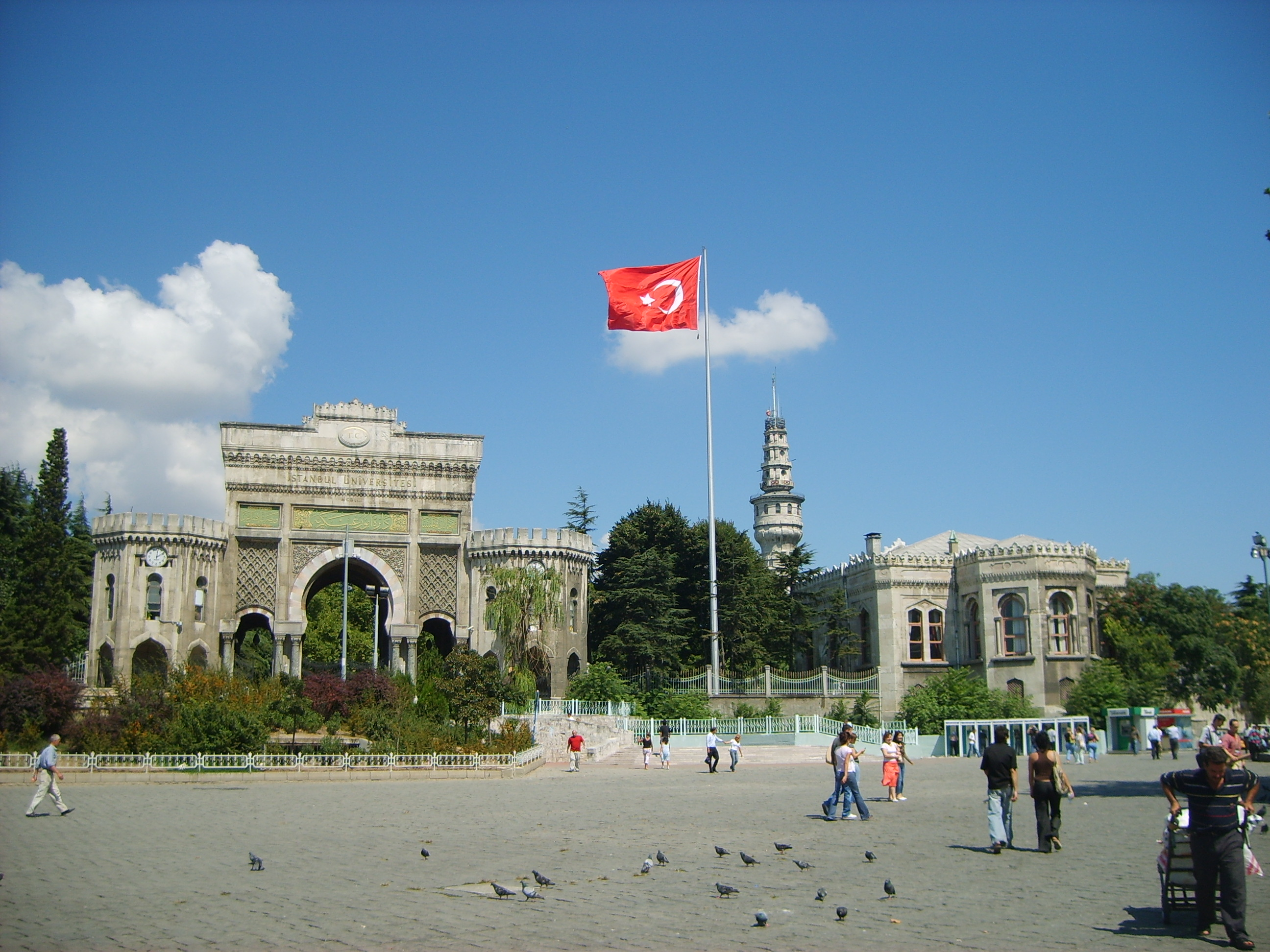
Головний вхід на площі Беязіт, відомої як площа Биків у римський період

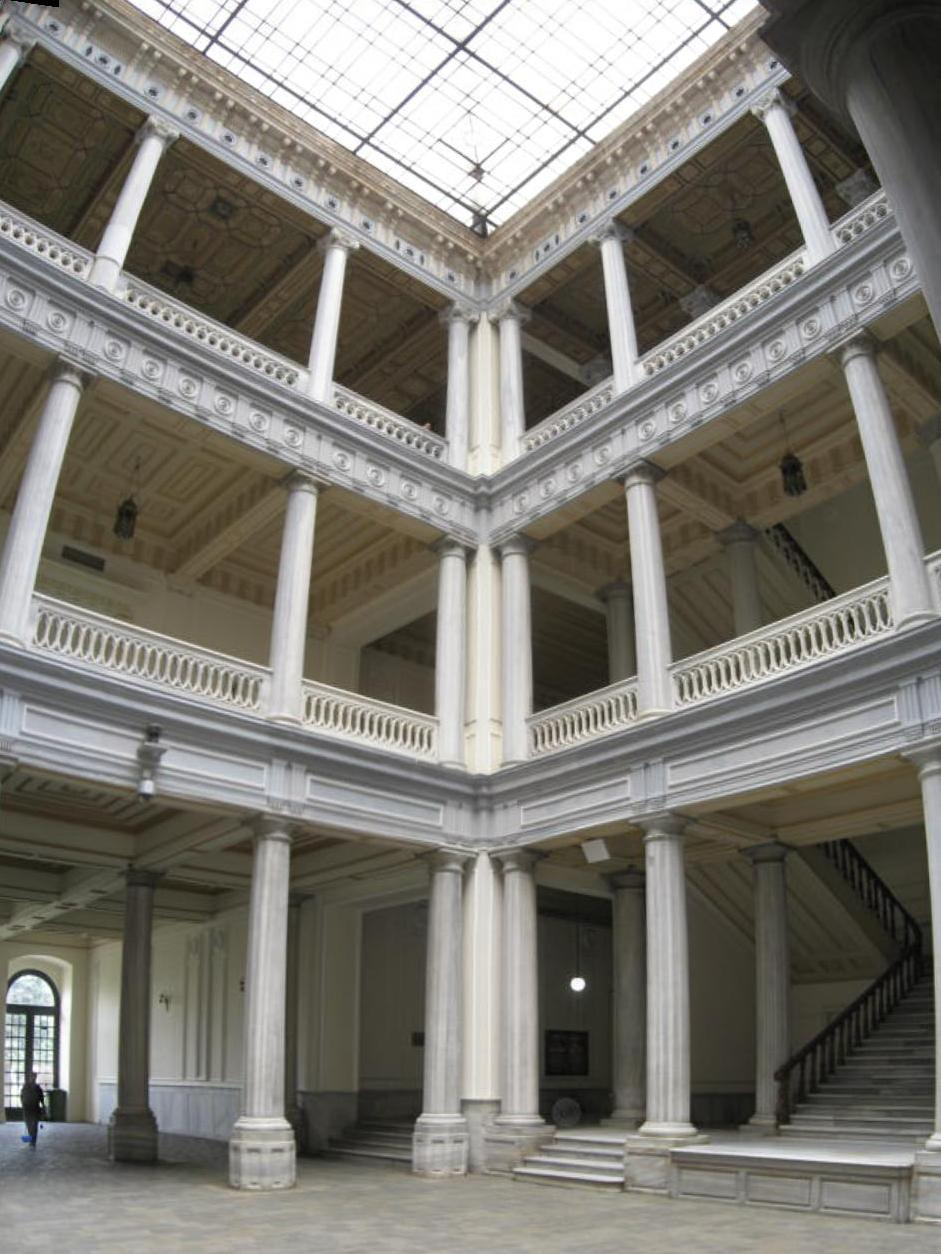
Інтер'єр основного корпусу

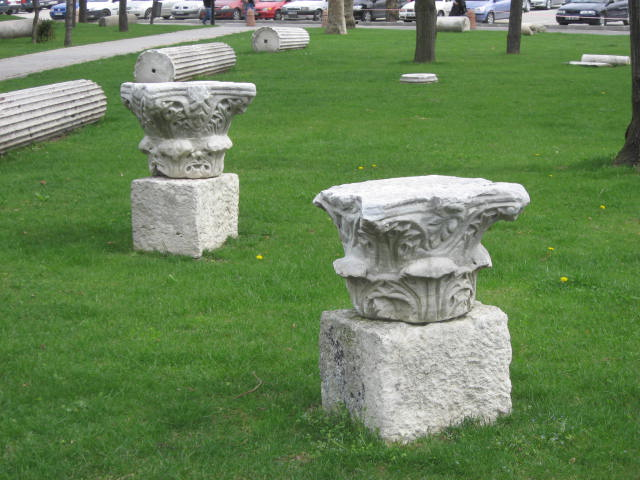
Візантійські руїни поруч з Вежею Беязіт

Стамбульський університет (тур. İstanbul Üniversitesi, англ. Istanbul University) — провідний вищий навчальний заклад Стамбула і  Туреччини, найстаріший університет країни.
Основні корпуси університету розташовані в старій частині міста, між  мечеттю Беязіт та мечеттю Сулейманіє. Тепер в університеті та його філіях навчається понад 280 000 студентів, викладацький склад налічує понад 3 000 викладачів, 911 з яких професори.

## Історія
Турецькі історики датою заснування Стамбульського університету називають 30 травня 1453 року. Заснування відбулося за наказом султана  Мехмеда Завойовника після  взяття Константинополя. 30 травня 1453 року в мечетях Зайрек та Ая-Софія пройшли наукові засідання. На цих засіданнях було прийнято рішення про заснування кілії (Külliye) з медресе. В Османській імперії цей день відзначався як день заснування турецько-османської науки в Стамбулі. 
На думку професора Селіма Білсела, витоки Стамбульського університету слід відносити до 1470 року, коли було засновано кюлліє Фатіха з факультетами медицини, права, мистецтв і літератури. 
Натомість німецький історик Ріхард Гоніх відносить заснування медресе, що переросло з часом в університет, до 1 березня 1321 року під час правління Османа I.
До XX століття університет був вищою мусульманською школою. 1863 року відбулося відкриття першого Стамбульського університету, який отримав назву „Darülfünun” (Будинок наук), перейменований 1900 року в „Darülfünun-i Osmani” (Османський будинок наук), що готував фахівців із медицини, права, літератури, природничих наук і теології. Після проголошення  Турецької Республіки (1923) був реорганізований в 1927 та 1933 роках і став світською освітньою установою.

## Факультети
У Стамбульському Університеті 17 факультетів:
- Стамбульський медичний факультет
- Юридичний факультет
- Філологічний факультет
- Факультет природничих наук
- Економічний факультет
- Факультет фармацевтики
- Факультет стоматології
- Факультет менеджменту
- Факультет політології
- Факультет комунікацій
- Факультет водного господарства
- Факультет теології
- Факультет заочного та дистанційного навчання
- Факультет транспорту та логістики
- Факультет архітектури
- Факультет сестринської справи
- Факультет комп'ютерної технології й інформатики

### Інститути
У Стамбульському Університеті 14 інститутів:
- Інститут принципів Ататюрка й історії революції
- Інститут експериментальної медицини ім. Азіза Санджара
- Інститут педіатрії
- Інститут морської справи та менеджменту
- Інститут природничих наук
- Інститут досліджень психології в авіації
- Інститут економіки менеджменту
- Інститут бухгалтерії
- Інститут онкології
- Інститут лікувальної справи
- Інститут соціальних наук
- Інститут тюркологічних досліджень
- Інститут геноциду та злочинів проти людяності
- Інститут вивчення ісламу

## Бібліотека
Бібліотека Стамбульського університету заснована в 1925 році. Це одна з найбільших бібліотек Туреччини. Її фонд нараховує понад 250 000 томів книг та понад 18 000 рукописів.

## Рейтинг
2023 року в Академічному рейтингу університетів світу Стамбульський університет посів 401-500 місце з 500 найкращих у світі вишів.
У 2023 році за рейтингом University Ranking by Academic Performance (URAP) він посів 799-е місце.
У 2011 році за рейтингом University Ranking by Academic Performance (URAP) він посдав 385-е місце.

## Відомі випускники
- Азіз Санджар  — лауреат Нобелівської премії з хімії у 2015 році;
- Орхан Памук  — лауреат Нобелівської премії з літератури у 2006 році;
- Дуйгу Асена (1946—2006) — турецька журналістка, письменниця;
- Догуш Дер'я — північнокіпрська політична діячка;
- Мустафа Армаган — турецький письменник;
- Екрем Імамоглу — мер Стамбула (диплом скасовано 18 березня 2025 року)[14].